# Prisma de Glan-Taylor

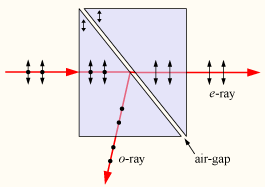
Um prisma de Glan-Taylor reflete a luz s- polarizada em um entreferro interno, transmitindo apenas o componente p- polarizado. Os eixos ópticos são verticais no plano do diagrama.

O prisma de Glan-Taylor é um tipo de prisma geralmente utilizado como um polarizador ou divisor de feixes, sendo um dos tipos mais comuns utilizados atualmente em efeitos de polarização. Sua construção foi descrita pela primeira vez por Archard e Taylor em 1948.
O prisma é feito de dois prismas triângulos retângulos de calcita (ou outro material birrefringente, e suas diagonais mais longas são separados por uma camada de ar. Os eixos ópticos dos cristais de calcita são alinhadas paralelamente ao plano de reflexão, de forma que a reflexão interna total da luz polarizada no eixo s devido a camada de ar, garante que apenas a luz polarizada no eixo p seja transmitida pelo dispositivo. Devido ao fato do ângulo de incidência na camada de ar ser razoavelmente próximo do ângulo de Brewster, a reflexão indesejada da luz polarizada no eixo p se faz mínima, dando ao prisma Glan-Taylor uma transmissão superior ao projeto Glan-Foucault. Deve-se notar que, enquanto o feixe transmitido é totalmente polarizado, o feixe refletido não é. Os lados do cristal utilizado na construção do prisma podem ser polidos de forma a permitir que o feixe refletido saia do dispositivo, ou ainda podem ser escurecidos de forma a absorvê-lo. Nesta ultima configuração, reduz-se o efeito indesejado da reflexão de Fresnel.
Uma variação possível deste desenho é o chamado prisma Glan-laser, que se trata de um prisma Glan-Taylor com um ângulo de inclinação para o corte no prisma, diminuindo a perda de reflexão às custa da redução do campo angular de visão. Estes polarizadores são tradicionalmente concebidos para tolerar feixes com intensidades muito elevadas, tal como aqueles produzidos por um laser. As diferenças entre os prismas podem incluir o uso da calcita que é geralmente escolhido devida a sua baixa dispersão, melhor qualidade nos lados do cristal, e melhores revestimentos antirreflexo. Prismas com limiares de dano por irradiância maiores que 1 GW/cm2 estão disponíveis comercialmente.